# 紅身絲隆頭魚
紅身絲隆頭魚，又稱紅身絲鰭鸚鯛，為輻鰭魚綱鱸形目隆頭魚亞目隆頭魚科的其中一種，分布於東印度洋的印尼蘇門答臘島及明打威群島海域，棲息深度10-30公尺，本魚雌魚尾鰭略圓或截形；雄魚尾鰭邊緣有雙凹痕，雄魚體色微白色到白粉紅色，雌魚體紅色，腹部白色，尾柄具有一個黑色的斑點，體長可達6.3公分，棲息在外海礁坡碎石區，生活習性不明。

## 擴展閱讀
維基物種上的相關：紅身絲隆頭魚